# Сопер (Оклахома)
Сопер (енгл. Soper) град је у америчкој савезној држави Оклахома.

## Демографија
По попису из 2010. године број становника је 261, што је 39 (-13,0%) становника мање него 2000. године.
| Група             | 2000.       | 2010.       |
| Белци             | 221 (73,7%) | 174 (66,7%) |
| Афроамериканци    | 0 (0,0%)    | 10 (3,8%)   |
| Азијати           | 0 (0,0%)    | 0 (0,0%)    |
| Хиспаноамериканци | 2 (0,7%)    | 7 (2,7%)    |
| Укупно            | 300         | 261         |